# Pierre Michaux
Pierre Michaux (Bar le Duc, 25 de junio de 1813 - París, 1883) fue un herrero y constructor de carrozas francés y es uno de los principales desarrolladores de la bicicleta con pedales. Junto con su hijo Ernest, son los inventores de la bicicleta moderna en 1861.

## Historia
En 1865 formó una sociedad con los hermanos Oliver bajo el nombre «Michaux et Cie», que fue la primera compañía en fabricar bicicletas con pedales a gran escala.
Muy pronto se volvió evidente que los marcos de hierro colado en «serpentina» no eran lo suficientemente robustos y con competidores que innovaban (con marcos diagonales), los Oliver inisitían en hacer cambios. La sociedad se disolvió en 1869 y Michaux y su compañía cayó en el olvido.
A Michaux frecuentemente se le atribuye haber ideado la bicicleta con pedales, y en consecuencia, la invención de la bicicleta. Sin embargo, el historiador David V. Herlihy considera que el crédito es de Pierre Lallement, sin embargo puede terminar volviendo más complicado entender y asegurar quien fue el principal creador. En 1839, un herrero escocés llamado Kirkpatrick Macmillan fabricó la primera bicicleta con un dispositivo de manivela para accionar la rueda delantera. Fue la primera bicicleta que permitió moverse sin tener que impulsarla con los pies sobre la tierra.
Uno de sus velocípedos fue utilizado por Louis-Guillaume Perreaux para instalar un pequeño motor de vapor, dando lugar en algún momento entre 1867 y 1871 al velocípedo de vapor Michaux-Perreaux, uno de los primeros antecedentes de la motocicleta.

## Imágenes
|  |  |  |  |